# Casa de Arte da Röda Sten
A Casa de Arte da Röda Sten – em sueco: Röda Sten konsthall - é um local de exposição e criação de arte aberto a jovens e crianças, assim como a artistas contemporâneos, na cidade sueca de Gotemburgo.
Está instalada num antigo casarão industrial, localizado junto ao rio Gota, ao pé do pilar sul da Ponte de Alvsburgo, na Reserva Cultural de Klippan. É apoiada economicamente pelo Município de Gotemburgo, pelo Condado da Gotalândia Ocidental e pelo Conselho Nacional da Cultura (Statens kulturråd).
A Casa de Arte da Röda Sten tem 4 pisos, nos quais são exibidas obras e apresentações de artistas contemporâneos, suecos e estrangeiros. As exposições temporárias mostram formas artísticas variadas, desde a pintura e a fotografia à performance, vídeo e arte sonora, acompanhadas por wokshops e debates. Atividades regulares e esporádicas para jovens e crianças são uma imagem de marca da instituição. Desde 2016, é aqui realizada a Bienal Internacional de Arte de Gotemburgo (Göteborgs Internationella Konstbiennal). A casa dispõe ainda do Restaurante Röda Sten, com uma esplanada frente ao rio. 